# Love More
"Love More" é uma canção gravada pelo cantor-compositor norte-americano Chris Brown com a participação da rapper de Trinidad Nicki Minaj e contida em seu sexto álbum de estúdio X.
Foi composta por Chris Brown, Nicki Minaj, Darrell Eversley Howard, Eversley Shaun Spearman, Verse Simmonds e Eric Bellinger e produzida por FRESHM3N III.  A canção chegou ao número 23 sobre os EUA Billboard Hot 100 e número 29 na Australian Singles Chart.

## Antecedentes
Em 29 de março Brown já havia confirmado que Minaj estaria em uma canção do novo CD.  Mais tarde Minaj disse que a batida da música é muito estúpida e que seus fãs iriam a amá-lo. Uma parte da canção foi mostrada em uma apresentação de Brown no BET Awards 2013 junto com as outras duas músicas do álbum divulgadas até então, Fine China e Don`t think They Know. O nome da música também foi confirmado para ser "Love More". A faixa foi planejada para ser lançada com o álbum inteiro em 16 de julho, mas, por razões desconhecidas, o lançamento foi adiado. Minaj foi questionado sobre a música e ela respondeu: "mais uma semana", No dia 22 de julho a canção foi lançada oficialmente na integra.

## Clipe
O vídeo da música foi filmado em 2 de agosto de 2013 em Los Angeles , Califórnia e foi dirigido pelo próprio Chris Brown. O vídeo estreou no YouTube em 17 de agosto de 2013. E traz Brown levando alguns de seus amigos, após ser acordado por eles para uma balada em seu carro, quando ele liga o rádio e a música começa. O vídeo da música tem a participação especial de Nick Swardson. Na Festa, Brown é visto flertando, cantando e executando passos de dança sincronizados com seus dançarinos, enquanto vários partes de Minaj são mostradas. O vídeo foi carregado no canal de Chris Brown Na Vevo em 29 de agosto de 2013.

## Recepção e crítica
A Billboard elogiou o single afirmando: ". É atrevido e certifica de ser uma música pra pistas de dança, 'Love More' é o mais recente single do próximo álbum de Brown, 'X'
AllHipHop também lançou uma crítica positiva afirmando: "Ao longo de um frenético , batimento em dubstep, insinuações sexuais e Nicki com Brown, mostram sua própria marca de amor."

## Desempenho comercial

### Paradas musicais
| Parada (2013)                           | Melhor posição |
| --------------------------------------- | -------------- |
| Austrália - (Australian Singles Chart)  | 29             |
| Áustria - (Austrian Singles Chart)      | 72             |
| Bélgica - (Ultratip - Flanders)         | 24             |
| Bélgica - (Ultratip - Valônia)          | 26             |
| Brasil - (Billboard Brasil Hot 100)     | 58             |
| Estados Unidos - (Billboard Hot 100)    | 23             |
| Estados Unidos - (R&B/Hip-Hop Songs)    | 3              |
| Reino Unido - (Official Charts Company) | 32             |
| Reino Unido - (Uk R&B Singles Chart)    | 6              |

### Vendas e certificações
| País      | Associação | Certificação | Vendas  |
| --------- | ---------- | ------------ | ------- |
| Austrália | ARIA       | Platina      | 35,000+ |